# Pierre de Besse
Pierre de Besse (Rosiers, Lemosín, mediados del siglo XVI - París, 1639) fue un clérigo y escritor francés. Se doctoró en la Sorbona y llegó a rector del Collège de Chanac Pompadour y canónigo de San Eustaquio. Destacó por su elocuencia como predicador, ante el rey Luis XIII y Enrique de Borbón, príncipe de Condé, del que fue capellán.
Entre sus publicaciones destacan sus sermones de Cuaresma, que llegaron a diez ediciones (Premieres conceptionis theoloqves svr le caresme: preschees a Paris en l'église St. Seuerin l'an 1602), y otras obras tituladas: 
- Des Qualites et des Bonnes Moeurs des Pretres
- Triomphe des Saintes et Devotes Confrairies
- La royale prestrise, c.-à-d. des excellences, des qualités requises et des choses défendues aux prestres, 1626[5]
- Le démocrite chrestien, c'est à dire le mespris & mocquerie des vanités du monde ("Demócrito cristiano"), 1626[6]
- Le Bon Pasteur
- L'Heraclite Chrestien, C'est À Dire, Les Regrets & Les Larmes Du Pecheur Penitent ("Heráclito cristiano"), 1612.[7] Hay edición latina: Heraclitus Christianus, hoc est Peccatoris paenitentis suspiria, lachrimae authore..., 1614[8]
- Concordantiae Bibliorvm Vtrivsqve Testamenti Generales: Opvs Plane Divinum, Omnibusque Sacrarvm Litterarvm Studiosis Utile, & Perquam Necessarium, 1611[9]

En el Heráclito y el Demócrito, compara ambas figuras filosóficas, representantes tópicos de la risa y del llanto, con Cristo; encontrando más parecido con Demócrito, "el filósofo que ríe". El tema artístico y literario consistente en oponer las actitudes de Heráclito y Demócrito, iniciado en la antigüedad greco-romana, se había renovado en el humanismo con Marsilio Ficino, y posteriormente a Besse fue tratado por Baltasar Gracián o Montaigne.

Demócrito, el filósofo que ríe, por Rubens, ca. 1636.

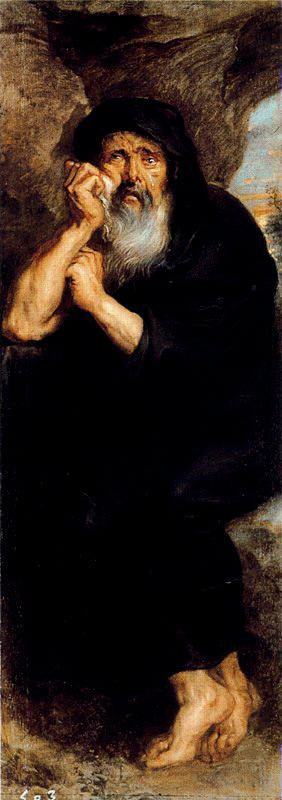
Heráclito, el filósofo que llora, por Rubens, pendant del anterior.

Apres un chrestien Heraclite
Qui nous faist pleurer nos malheurs
Qu'il bailleroit un Democrite,
Changeant en ioyes nos douleurs.